# ALONES
『ALONES』는 Aqua Timez가 2007년 8월 1일에 발매한 네 번째 싱글이다.

## 삽입곡
1. ALONES
작사·작곡 太志
애니메이션 블리치 6기 오프닝 테마.
2. 暁 (새벽) [아카츠키]
작사·작곡 太志
3. Mr.ロードランナー (DJ Mass' Skate Sonic* Remix) (Mr.로드 런너)
작사 太志 작곡 太志·大介·OKP-STAR
4. ALONES (Insrumental Mix)

- 전편곡 Aqua Timez